# Gabriel Suazo
Gabriel Alonso Suazo Urbina (Santiago, Chile, 9 de agosto de 1997) es un futbolista profesional chileno que se desempeña como lateral izquierdo o volante mixto, actualmente milita en el Sevilla F. C. de la Primera División de España. Es internacional con la selección de fútbol de Chile.

## Trayectoria

### Colo-Colo
Suazo creció en la capital Santiago, al mismo tiempo que practicaba tenis y fútbol. A los ocho años, y recomendado por Lizardo Garrido, se unió a Colo-Colo de la academia nacional juvenil, y luego de destacadas actuaciones en todas las series menores del club, fue ascendido al primer equipo la edad de 18 años por el entrenador José Luis Sierra en 2015 para la Temporada 2015-16, firmando un contrato hasta 2020.

#### 2015
Hizo su debut en el primer equipo el 19 de julio de 2015, en un compromiso válido por la fecha 4 del Grupo 7 de la Copa Chile del mismo año ante Deportes Concepción, ingresando a los 88' de juego por Jaime Valdés, con la camiseta número, en el triunfo por 3-1.
Su estreno en Primera División llegó el 18 de octubre, por la fecha 9 del Torneo de Apertura 2015, enfrentando a San Marcos de Arica en el Estadio Monumental. En dicho encuentro fue titular en la caída por 1-0, siendo reemplazado a los 76 minutos por Bryan Carvallo, en ese torneo el "Galleta" jugó 2 partidos (ambos de titular y estuvo 148 minutos en cancha) y se consagró campeón de ese torneo.

#### 2016
El 20 de marzo de 2016 se jugaba el clásico del fútbol chileno, donde Colo-Colo y la Universidad de Chile empatarían 0-0 en el Estadio Nacional, Gabriel ingreso al 77' por Martín Tonso e hizo su debut en esta clase de partidos.
El 2 de abril, por la Fecha 10 del Clausura 2016, Suazo sufrió la primera expulsión de su carrera, tras recibir doble amarilla en el minuto 80 en el empate 1-1 ante Huachipato. A nivel internacional, hizo su primera aparición en Copa Libertadores, el día 14 de abril, ante Independiente del Valle por la 6° jornada del Grupo 5, el cual terminó con un empate sin goles. Curiosamente, ingresó en el entretiempo por Claudio Baeza, siendo reemplazado a los 85 minutos por Bryan Carvallo.
En el Clausura 2016 jugó 5 partidos estando 273' minutos en el campo, sin ser parte importante del club. De cara a la Temporada 2016-17 y tras la partida de Jean Beausejour y la llegada de Pablo Guede, poco a poco empezaría a ganarse un puesto de titular. El 2 de octubre se jugaba el Superclásico 180, Colo-Colo vencería por 2-0 a la Universidad de Chile en el Estadio Monumental, donde Suazo ingresó al minuto 87 por Martín Rodríguez
El 14 de diciembre se jugaba la final de la Copa Chile 2016, los albos golearon por 4-0 a Everton en el Estadio Nacional, con asistencia de Suazo a Esteban Paredes. En el Apertura 2016 jugó 9 partidos y sumó 439 minutos.

#### 2017
En 2017 renovó su contrato con Colo-Colo hasta diciembre de 2021. Marcó su primer gol en el profesionalismo el 12 de febrero de 2017, por la segunda fecha del Torneo de Clausura 2017 en la goleada por 4-0 sobre Audax Italiano, marcando el 3-0 tras vencer a Nicolás Peric.
El 8 de abril, en el Superclásico 181 jugó con titular y recibió amarilla al minuto 85. Jugó 14 de los 15 partidos por el Clausura 2017, marcando un tanto, jugando 1.208 minutos en el campeonato, siendo una de las revelaciones del campeonato.
Debutó en la Temporada 2017 el 9 de julio por la ida de la primera fase de la Copa Chile 2017 ante Deportes La Serena, donde perderían 4-1 con autogol de Suazo. El 30 de agosto, en el Torneo de Transición 2017 ante Deportes Antofagasta, donde Suazo sería expulsado al 82' tras agarrar de la camiseta a Pablo Soda recibiendo doble amarilla y una fecha de sanción. Tendría su revancha tres días más tarde por la 1.ª fase vuelta de la Copa Chile jugado el día 2 de agosto ante Deportes La Serena donde los albos remontarían el 1-4 en contra y ganarían por 4-0 con un global de 5-4, con Gabi abriendo el marcador al 45+2' con remate zurdo desde afuera del área. El 27 de agosto se jugaba el Superclásico 183 por la quinta fecha en el Estadio Monumental, Suazo jugaría todo el partido como volante central, ganando por 4-1.
El 9 de diciembre se jugaba la última fecha del campeonato, Colo-Colo visitaba a Universidad de Concepción con la misión de ganar para bajar la estrella 32, finalmente los albos golearian por 3-0 con goles de Jaime Valdés, Octavio Rivero y Nicolás Orellana, con Suazo jugando todo el partido como volante por izquierda, sumando su tercer título de liga con tan solo 20 años.
Jugó 14 partidos por el Transición 2017, volviéndose inamovible en el sistema de Pablo Guede, mientras que en la Copa Chile 2017 jugaría 3 encuentros, anotando un gol, además de jugar la Supercopa contra la Universidad Católica, ganando la Supercopa y el Transición 2017 con los albos.

## Selección nacional

### Selección Sub-20

#### Sudamericano Sub-20 2017

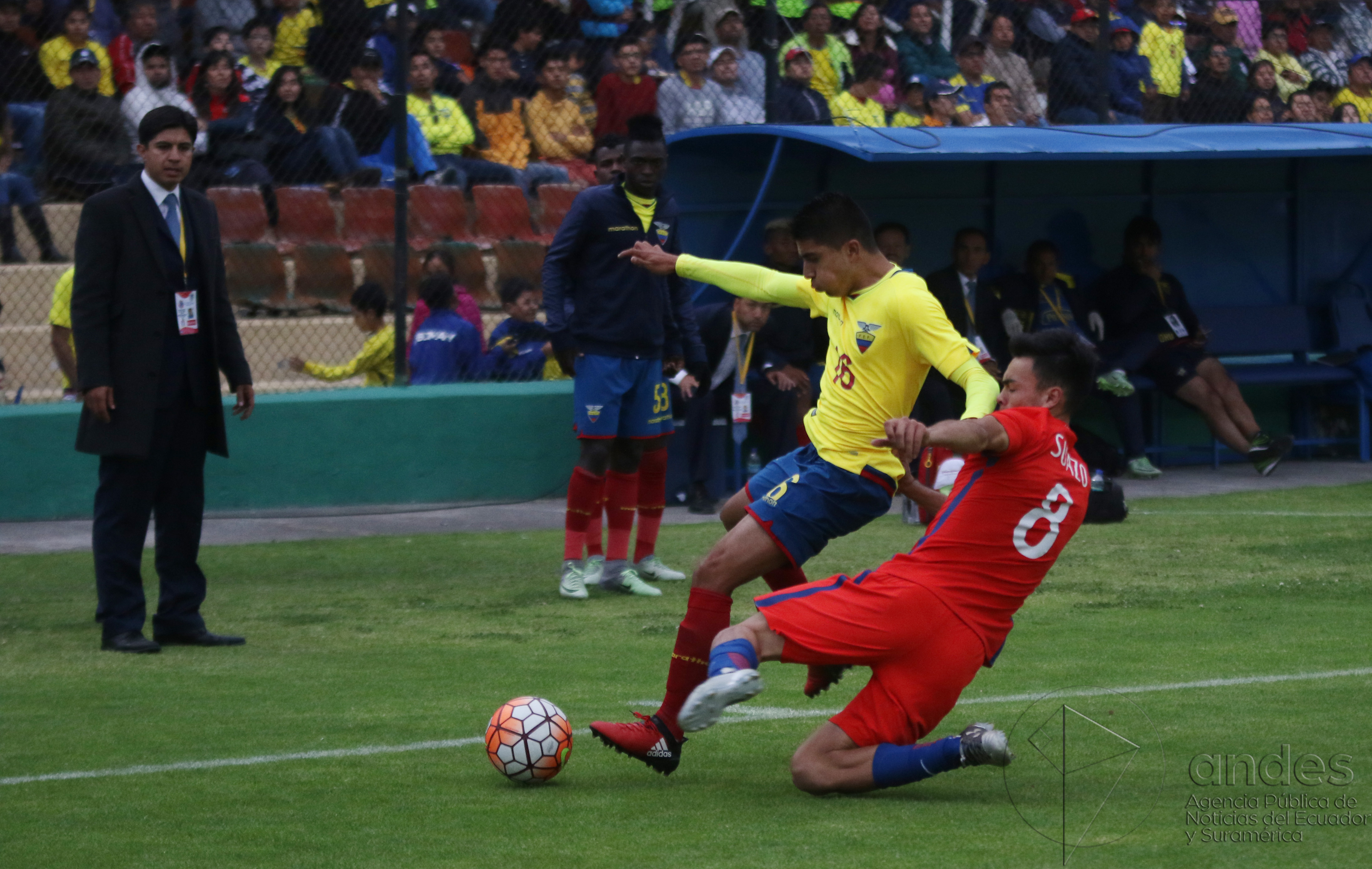
Gabriel Suazo en el Sudamericano Sub-20 de Ecuador 2017.

Fue citado por Héctor Robles para disputar el Sudamericano Sub-20 de 2017. En el primer partido, recibió una tarjeta amarilla, la cual condicionó su participación durante el 0 a 0 contra la Selección de Brasil. Finalmente, Chile sería eliminado en primera ronda, luego de perder ante Colombia por la cuenta mínima, quedando último en su grupo y penúltimo en toda la competición, solo superando a Perú, siendo esta, además, la peor participación chilena desde el Sudamericano de 1985 realizado en Paraguay.
| Competencia                 | Sede     | Resultado    | PJ | Goles |
| --------------------------- | -------- | ------------ | -- | ----- |
| Sudamericano Sub-20 de 2017 | Ecuador  | Primera fase | 3  | 0     |
| Sudamericano Sub-23 de 2020 | Colombia | Primera fase | 3  | 0     |

### Selección sub-21
El día 29 de julio de 2017, fue incluido en la nómina de 20 jugadores de proyección, categoría sub-21, que militan en el medio local, dada a conocer por la ANFP de cara a un encuentro amistoso a disputarse el 1 de septiembre del mismo año contra la selección francesa sub-21 en el Estadio Parque de los Príncipes de París. El equipo será dirigido por el entrenador de la selección chilena sub-20, Héctor Robles, en coordinación con el personal de la selección absoluta, en un trabajo de preparación que contará con la observación del cuerpo técnico que encabeza Juan Antonio Pizzi y que tiene por objeto visualizar deportistas que puedan ser considerados para incorporarse paulatinamente a la selección adulta.
Finalmente, el jugador no se incorporó a los entrenamientos del combinado nacional y tampoco fue parte del viaje a Francia, pues el entrenador de Colo-Colo, Pablo Guede, se opuso a su participación con la delegación chilena, al considerar que debían primar los intereses del conjunto albo que se encontraba iniciando el Transición 2017.

### Selección absoluta
Junto a otros tres compañeros de la selección chilena Sub-20, fue llevado por Juan Antonio Pizzi como sparring a participar de la preparación de la selección absoluta para la Copa América Centenario que se disputó durante el mes de junio de 2016 en Estados Unidos, donde el equipo chileno se coronó como bicampeón de América.
Sus buenas actuaciones en Colo-Colo le valieron ser incluido por Juan Antonio Pizzi, técnico de la selección chilena, en la nómina de 12 jugadores del medio local que completaron un total de 29 nombres que pelearían por un cupo dentro de los 23 futbolistas que viajarían a Rusia para disputar la Copa Confederaciones 2017.
Hizo su debut a nivel absoluto el día 2 de junio de 2017, con tan solo 19 años, en un partido amistoso preparatorio para la Copa Confederaciones 2017, disputado en el Estadio Nacional Julio Martínez Prádanos ante Burkina Faso, ingresando a los 61' de partido por Jean Beausejour, con la camiseta número 26, sumando 29 minutos con la selección adulta y cumpliendo una correcta actuación. Tras el partido, se confirmó que no sería parte de la gira europea de la selección chilena previo a dicho torneo.
Debutó en partidos clasificatorios ante Paraguay, el 11 de noviembre de 2021, ingresando por Eugenio Mena a los 85' de juego.

#### Participaciones en Clasificatorias a Copas del Mundo
| Eliminatorias                   | País       | Resultado | Posición | Partidos | Goles |
| ------------------------------- | ---------- | --------- | -------- | -------- | ----- |
| Eliminatorias a Catar 2022      | Sudamérica | Eliminado | 7º       | 6        | 0     |
| Eliminatorias Norteamérica 2026 | Sudamérica | Eliminado |          | 10       | 0     |
| Total                           | Total      | Total     | Total    | 16       | 0     |

#### Copa América 2024
Fue Nominado por Ricardo Gareca para disputar la Copa América 2024.
El debut de Chile ante Perú fue un empate sin goles, posteriormente ante Argentina en un polémico partido, la roja perdió por la mínima ante la albiceleste, donde Suazo recibió una amonestación, en el último partido, Chile necesitaba una victoria para acceder a los cuartos de final ante Canadá y que Perú (que venía de perder ante los canadienses) no le ganara al conjunto argentino, no obstante Chile quedó eliminada de forma temprana y controversial del certamen continental tras empatar sin goles ante Canadá, donde se expulsó por doble amarilla a Suazo a los 27 minutos de juego tras una falta inexistente hacia Richie Laryea.
Suazo disputó 207 minutos de los 3 partidos de Chile en la Copa América 2024. 

#### Participaciones en Copa América
| Torneo            | Sede           | Resultado    | Partidos | Goles | Asist. |
| ----------------- | -------------- | ------------ | -------- | ----- | ------ |
| Copa América 2024 | Estados Unidos | Primera fase | 3        | 0     | 0      |

#### Partidos internacionales
Actualizado hasta el 19 de noviembre de 2024.
| 1     | 2 de junio de 2017       | Estadio Nacional Julio Martínez Prádanos, Santiago, Chile       | Chile       | 3-0 | Burkina Faso         |   | Amistoso                            |
| 2     | 11 de noviembre de 2021  | Estadio Defensores del Chaco, Asunción, Paraguay                | Paraguay    | 0-1 | Chile                |   | Clasificatorias a Catar 2022        |
| 3     | 16 de noviembre de 2021  | Estadio San Carlos de Apoquindo, Santiago, Chile                | Chile       | 0-2 | Ecuador              |   | Clasificatorias a Catar 2022        |
| 4     | 9 de diciembre de 2021   | Q2 Stadium, Austin, Estados Unidos                              | México      | 2-2 | Chile                |   | Amistoso                            |
| 5     | 12 de diciembre de 2021  | Banc of California Stadium, Los Ángeles, Estados Unidos         | El Salvador | 0-1 | Chile                |   | Amistoso                            |
| 6     | 27 de enero de 2022      | Estadio Zorros del Desierto, Calama, Chile                      | Chile       | 1-2 | Argentina            |   | Clasificatorias a Catar 2022        |
| 7     | 1 de febrero de 2022     | Estadio Hernando Siles, La Paz, Bolivia                         | Bolivia     | 2-3 | Chile                |   | Clasificatorias a Catar 2022        |
| 8     | 24 de marzo de 2022      | Estadio de Maracaná, Río de Janeiro, Brasil                     | Brasil      | 4-0 | Chile                |   | Clasificatorias a Catar 2022        |
| 9     | 29 de marzo de 2022      | Estadio San Carlos de Apoquindo, Santiago, Chile                | Chile       | 0-2 | Uruguay              |   | Clasificatorias a Catar 2022        |
| 10    | 23 de septiembre de 2022 | RCDE Stadium, Cornellá y El Prat, España                        | Marruecos   | 2-0 | Chile                |   | Amistoso                            |
| 11    | 27 de septiembre de 2022 | Estadio Franz Horr, Viena, Austria                              | Catar       | 2-2 | Chile                |   | Amistoso                            |
| 12    | 16 de noviembre de 2022  | Estadio del Ejército Polaco, Varsovia, Polonia                  | Polonia     | 1-0 | Chile                |   | Amistoso                            |
| 13    | 20 de noviembre de 2022  | Tehelné pole, Bratislava, Eslovaquia                            | Eslovaquia  | 0-0 | Chile                |   | Amistoso                            |
| 14    | 27 de marzo de 2023      | Estadio Monumental, Santiago, Chile                             | Chile       | 3-2 | Paraguay             |   | Amistoso                            |
| 15    | 16 de junio de 2023      | Estadio Sausalito, Viña del Mar, Chile                          | Chile       | 5-0 | República Dominicana |   | Amistoso                            |
| 16    | 20 de junio de 2023      | Estadio Ramón Aguilera Costas, Santa Cruz de la Sierra, Bolivia | Bolivia     | 0-0 | Chile                |   | Amistoso                            |
| 17    | 8 de septiembre de 2023  | Estadio Centenario , Montevideo, Uruguay                        | Uruguay     | 3-1 | Chile                |   | Clasificatorias a Norteamérica 2026 |
| 18    | 12 de septiembre de 2023 | Estadio Monumental, Santiago, Chile                             | Chile       | 0-0 | Colombia             |   | Clasificatorias a Norteamérica 2026 |
| 19    | 12 de octubre de 2023    | Estadio Monumental, Santiago, Chile                             | Chile       | 2-0 | Perú                 |   | Clasificatorias a Norteamérica 2026 |
| 20    | 17 de octubre de 2023    | Estadio Monumental de Maturín, Maturín, Venezuela               | Venezuela   | 3-0 | Chile                |   | Clasificatorias a Norteamérica 2026 |
| 21    | 16 de noviembre de 2023  | Estadio Monumental, Santiago, Chile                             | Chile       | 0-0 | Paraguay             |   | Clasificatorias a Norteamérica 2026 |
| 22    | 21 de noviembre de 2023  | Estadio Rodrigo Paz Delgado, Quito, Ecuador                     | Ecuador     | 1-0 | Chile                |   | Clasificatorias a Norteamérica 2026 |
| 23    | 22 de marzo de 2024      | Estadio Ennio Tardini, Parma, Italia                            | Albania     | 0-3 | Chile                |   | Amistoso                            |
| 24    | 26 de marzo de 2024      | Stade Vélodrome, Marsella, Francia                              | Francia     | 3-2 | Chile                |   | Amistoso                            |
| 25    | 11 de junio de 2024      | Estadio Nacional Julio Martínez Prádanos, Santiago, Chile       | Chile       | 3-0 | Paraguay             |   | Amistoso                            |
| 26    | 21 de junio de 2024      | AT&T Stadium, Arlington, Estados Unidos                         | Perú        | 0-0 | Chile                |   | Copa América 2024                   |
| 27    | 25 de junio de 2024      | MetLife Stadium, East Rutherford, Estados Unidos                | Chile       | 0-1 | Argentina            |   | Copa América 2024                   |
| 28    | 29 de junio de 2024      | Exploria Stadium, Orlando, Estados Unidos                       | Canadá      | 0-0 | Chile                |   | Copa América 2024                   |
| 29    | 10 de septiembre de 2024 | Estadio Nacional Julio Martínez Prádanos, Santiago, Chile       | Chile       | 1-2 | Bolivia              |   | Clasificatorias a Norteamérica 2026 |
| 30    | 15 de noviembre de 2024  | Estadio Monumental, Lima, Perú                                  | Perú        | 0-0 | Chile                |   | Clasificatorias a Norteamérica 2026 |
| 31    | 19 de noviembre de 2024  | Estadio Nacional Julio Martínez Prádanos, Santiago, Chile       | Chile       | 4-2 | Venezuela            |   | Clasificatorias a Norteamérica 2026 |
| Total |                          |                                                                 | Presencias  | 31  | Goles                | 0 |                                     |

## Estadísticas

### Clubes
| Club                   | Div.             | Temporada        | Liga  | Liga  | Liga   | Copas nacionales | Copas nacionales | Copas nacionales | Torneos internacionales | Torneos internacionales | Torneos internacionales | Total | Total | Total  | Media goleadora |
| Club                   | Div.             | Temporada        | Part. | Goles | Asist. | Part.            | Goles            | Asist.           | Part.                   | Goles                   | Asist.                  | Part. | Goles | Asist. | Media goleadora |
| ---------------------- | ---------------- | ---------------- | ----- | ----- | ------ | ---------------- | ---------------- | ---------------- | ----------------------- | ----------------------- | ----------------------- | ----- | ----- | ------ | --------------- |
| Colo Colo · Chile      | 1.ª              | 2015-16          | 7     | 0     | 0      | 1                | 0                | 0                | 1                       | 0                       | 0                       | 9     | 0     | 0      | 0.00            |
| Colo Colo · Chile      | 1.ª              | 2016-17          | 23    | 1     | 0      | 9                | 0                | 1                | —                       | —                       | —                       | 32    | 1     | 1      | 0.03            |
| Colo Colo · Chile      | 1.ª              | 2017             | 14    | 0     | 1      | 4                | 1                | 0                | —                       | —                       | —                       | 18    | 1     | 1      | 0.06            |
| Colo Colo · Chile      | 1.ª              | 2018             | 19    | 0     | 2      | 3                | 0                | 0                | 6                       | 0                       | 0                       | 28    | 0     | 2      | 0.00            |
| Colo Colo · Chile      | 1.ª              | 2019             | 23    | 3     | 4      | 3                | 0                | 2                | 1                       | 0                       | 0                       | 27    | 3     | 6      | 0.11            |
| Colo Colo · Chile      | 1.ª              | 2020             | 30    | 1     | 1      | 1                | 0                | 0                | 6                       | 1                       | 0                       | 37    | 2     | 1      | 0.05            |
| Colo Colo · Chile      | 1.ª              | 2021             | 25    | 0     | 1      | 7                | 0                | 1                | —                       | —                       | —                       | 32    | 0     | 2      | 0.00            |
| Colo Colo · Chile      | 1.ª              | 2022             | 26    | 3     | 2      | 4                | 0                | 1                | 8                       | 0                       | 1                       | 38    | 3     | 4      | 0.08            |
| Colo Colo · Chile      | Total club       | Total club       | 167   | 8     | 11     | 32               | 1                | 5                | 22                      | 1                       | 1                       | 221   | 10    | 17     | 0.05            |
| Toulouse F. C. Francia | 1.ª              | 2022-23          | 18    | 0     | 1      | 4                | 1                | 1                | —                       | —                       | —                       | 22    | 1     | 2      | 0.05            |
| Toulouse F. C. Francia | 1.ª              | 2023-24          | 31    | 0     | 4      | 3                | 0                | 0                | 8                       | 2                       | 0                       | 42    | 2     | 4      | 0.05            |
| Toulouse F. C. Francia | 1.ª              | 2024-25          | 30    | 0     | 6      | 3                | 0                | 1                | —                       | —                       | —                       | 33    | 0     | 7      | 0.00            |
| Toulouse F. C. Francia | Total club       | Total club       | 79    | 0     | 11     | 10               | 1                | 2                | 8                       | 2                       | 0                       | 97    | 3     | 13     | 0.03            |
| Total en carrera       | Total en carrera | Total en carrera | 239   | 8     | 21     | 42               | 2                | 7                | 30                      | 3                       | 1                       | 311   | 13    | 29     | 0.04            |
| 1. 2. 3.               |                  |                  |       |       |        |                  |                  |                  |                         |                         |                         |       |       |        |                 |

### Selección
| Selección            | Temporada            | Amistosos | Amistosos | Amistosos | Sudamérica | Sudamérica | Sudamérica | Mundial | Mundial | Mundial | Total | Total | Total  |
| Selección            | Temporada            | Part.     | Goles     | Asist.    | Part.      | Goles      | Asist.     | Part.   | Goles   | Asist.  | Part. | Goles | Asist. |
| -------------------- | -------------------- | --------- | --------- | --------- | ---------- | ---------- | ---------- | ------- | ------- | ------- | ----- | ----- | ------ |
| Sub-20 · Chile       | 2016                 | 5         | 0         | 0         | —          | —          | —          | —       | —       | —       | 5     | 0     | 0      |
| Sub-20 · Chile       | 2017                 | —         | —         | —         | 3          | 0          | 0          | —       | —       | —       | 3     | 0     | 0      |
| Sub-20 · Chile       | Total                | 5         | 0         | 0         | 3          | 0          | 0          | 0       | 0       | 0       | 8     | 0     | 0      |
| Sub-23 · Chile       | 2019                 | 4         | 0         | 1         | —          | —          | —          | —       | —       | —       | 4     | 0     | 1      |
| Sub-23 · Chile       | 2020                 | —         | —         | —         | 3          | 0          | 0          | —       | —       | —       | 3     | 0     | 0      |
| Sub-23 · Chile       | Total                | 4         | 0         | 1         | 3          | 0          | 0          | 0       | 0       | 0       | 7     | 0     | 1      |
| Absoluta · Chile     | 2017                 | 1         | 0         | 0         | —          | —          | —          | —       | —       | —       | 1     | 0     | 0      |
| Absoluta · Chile     | 2021                 | 2         | 0         | 0         | 2          | 0          | 0          | —       | —       | —       | 4     | 0     | 0      |
| Absoluta · Chile     | 2022                 | 4         | 0         | 1         | 4          | 0          | 0          | —       | —       | —       | 8     | 0     | 1      |
| Absoluta · Chile     | 2023                 | 3         | 0         | 0         | 6          | 0          | 0          | —       | —       | —       | 9     | 0     | 0      |
| Absoluta · Chile     | 2024                 | 3         | 0         | 2         | 6          | 0          | 0          | —       | —       | —       | 9     | 0     | 2      |
| Absoluta · Chile     | Total                | 13        | 0         | 3         | 18         | 0          | 0          | 0       | 0       | 0       | 31    | 0     | 3      |
| Total en selecciones | Total en selecciones | 22        | 0         | 4         | 24         | 0          | 0          | 0       | 0       | 0       | 46    | 0     | 4      |
| 1.                   |                      |           |           |           |            |            |            |         |         |         |       |       |        |

## Palmarés

### Títulos nacionales
| Título             | Equipo           | País    | Año    |
| ------------------ | ---------------- | ------- | ------ |
| Primera División   | C.S.D. Colo-Colo | Chile   | 2015-A |
| Copa Chile         | C.S.D. Colo-Colo | Chile   | 2016   |
| Supercopa de Chile | C.S.D. Colo-Colo | Chile   | 2017   |
| Primera División   | C.S.D. Colo-Colo | Chile   | 2017-T |
| Supercopa de Chile | C.S.D. Colo-Colo | Chile   | 2018   |
| Copa Chile         | C.S.D. Colo-Colo | Chile   | 2019   |
| Copa Chile         | C.S.D. Colo-Colo | Chile   | 2021   |
| Supercopa de Chile | C.S.D. Colo-Colo | Chile   | 2022   |
| Primera División   | C.S.D. Colo-Colo | Chile   | 2022   |
| Copa de Francia    | Toulouse F. C.   | Francia | 2023   |

### Distinciones individuales
| Distinción                                                    | Año  |
| ------------------------------------------------------------- | ---- |
| Mejor defensa de 2021 por Encuesta El Deportivo de La Tercera | 2021 |
| Equipo ideal del año en la Gala Crack Easy                    | 2022 |

### Capitán de Colo-Colo
| Predecesor: Esteban Paredes | Capitán de Colo-Colo 2021 - 2022 | Sucesor: Esteban Pavez |

## Vida personal
El 31 de marzo de 2022 contrajo matrimonio civil con Gabriela Rojas; ella es titulada en ingeniería civil en metalurgia, con quién se encontraba en pareja desde mediados de 2014. El 11 de noviembre anunciaron a través de redes sociales que tendrían a su primer hijo. Finalmente su hijo Agustín nació el 14 de mayo de 2023 en Francia.